# Alternatim
Alternatim ist eine Aufführungsform liturgischer Musik. Ein spezifischer Teil des Messordinariums (z. B. Kyrie) wird in Verse aufgeteilt. Jeder Vers wird erst als Antiphon von zwei Sängergruppen gesungen und dann in der zweiten Hälfte in einem polyphonen Satz. Eine der beiden Gruppen kann entweder aus Gesangssolisten, einem Instrumentalensemble oder einer Orgel bestehen. Für die fehlenden geraden oder ungeraden Verse wurde ein einfacher Choral gesungen oder eine Improvisation auf der Orgel eingefügt.
Eine große Anzahl von Kompositionen wurde in der Alternatim-Aufführungsform komponiert, z. B. 20 Messen von Heinrich Isaac. Diese Form der Mess-Aufführung war in ganz Europa vom 17. bis zum 19. Jahrhundert verbreitet.